# Pattinaggio di velocità ai I Giochi olimpici invernali
Le competizioni di pattinaggio di velocità ai I Giochi olimpici invernali si sono svolte  a Chamonix i giorni 26 e 27 gennaio 1924. Vennero assegnate medaglie in cinque specialità tutte maschili.

## Podi
| Evento                        | Oro             | Perform. | Argento         | Perform. | Bronzo                     | Perform. |
| 500 m maschile (dettagli)     | Charles Jewtraw | 44"0     | Oskar Olsen     | 44"2     | Roald Larsen Clas Thunberg | 44"8     |
| 1500 m maschile (dettagli)    | Clas Thunberg   | 2'20"8   | Roald Larsen    | 2'22"0   | Sigurd Moen                | 2'25"6   |
| 5000 m maschile (dettagli)    | Clas Thunberg   | 8'39"0   | Julius Skutnabb | 8'48"4   | Roald Larsen               | 8'50"2   |
| 10000 m maschile (dettagli)   | Julius Skutnabb | 18'04"8  | Clas Thunberg   | 18'07"8  | Roald Larsen               | 18'12"2  |
| Combinata maschile (dettagli) | Clas Thunberg   | 5,5      | Roald Larsen    | 9,5      | Julius Skutnabb            | 11       |

## Medagliere
| Posizione | Paese       |   |   |   | Totale |
| --------- | ----------- | - | - | - | ------ |
| 1         | Finlandia   | 4 | 2 | 2 | 8      |
| 2         | Stati Uniti | 1 | 0 | 0 | 1      |
| 3         | Norvegia    | 0 | 3 | 4 | 7      |
| Totale    | Totale      | 5 | 5 | 6 | 16     |